# The Album (álbum de ABBA)
The Album é o quinto álbum de estúdio da banda ABBA, foi lançado primeiro na Suécia no dia 12 de dezembro de 1977. As gravações começaram em maio de 1977, indo até novembro de 1977. 
Em seu quinto álbum, o ABBA mostrou uma nova faceta: músicas mais longas, estruturas mais complexas, e letras inspiradas, não somente palavras assentando uma melodia. Ao lado de sucessos como "The Name of the Game" e "Take a Chance on Me", ofereceu três canções de um mini-musical de sua recente turnê, "The Girl with the Golden Hair". Uma delas era "Thank You for the Music", uma de suas mais conhecidas canções.
O lançamento ocorreu junto com o lançamento cinematográfico ABBA: The Movie. Diversas músicas presentes no álbum foram executadas no filme, que foi lançado no Brasil por volta de 1979, como o nome O Grande Show.
O lançamento no formato CD ocorreu pela primeira vez em 1984. Foi relançado no formato pela PolyGram (posteriormente Universal Music) quatro vezes; primeiro em 1997, depois em 2001, em 2005 como parte da caixa The Complete Studio Recordings e novamente em 2007 como uma 'Edição Deluxe' com dois discos.
Em 3 de novembro de 2017, foi lançado como vinil duplo masterizado no Abbey Road Studios usando masterização de meia velocidade.

## Antecedentes e produção
Inclui três canções do mini-musical da turnê do ABBA de 1977, intitulada de The Girl with the Golden Hair, que foi cantada em shows na Europa e na Austrália. Andersson e Ulvaeus queriam oferecer mais do que "uma sequência de seus sucessos com adição de outras faixas" em seus shows. Embora as canções tenham recebido uma recepção "menos que tumultuada" durante a primeira apresentação do mini-musical, três das faixas ("Thank You for the Music", "I Wonder (Departure)" e "I'm a Marionette ") foram incluídos no novo álbum. Uma quarta música escrita para o musical, "Get on the Carousel", foi reescrita como a faixa acelerada "Hole in Your Soul" com "uma parte substancial da melodia [sendo] incorporada ao [seu] oitavo meio". Partes de "Get on the Carousel" apareceram em ABBA: The Movie.
A "obra de 25 minutos" tinha um enredo sobre uma talentosa "garota de uma pequena cidade deixando sua cidade natal" em sua "busca pelo estrelato", com cada música representando uma parte diferente de sua personalidade. Fältskog e Lyngstad dividiram o papel principal e usaram perucas e fantasias loiras "para efeito dramático".
A capa oficial, lançada pela Polar Music, apresentava um fundo totalmente branco e foi utilizada para as versões em CD. No entanto, o lançamento original do LP pela Epic Records, no Reino Unido apresenta um fundo azul, desbotando para branco na parte inferior, além de ser no formato gatefold.
A contracapa foi alterada, incorporando uma foto do ABBA semelhante àquela usada em outras partes do mundo para a capa interna, e fazendo referência a faixas incluídas no ABBA: The Movie. O gatefold interno foi desenhado para se parecer com um envelope de correio aéreo, semelhante ao estilo usado posteriormente para o Gracias Por La Música e ainda tinha uma foto do ABBA incorporada em um selo no canto. Esta foi a primeira e única vez que a Epic rompeu radicalmente com o design padrão da Polar Music para um álbum do ABBA. A versão lançada no Reino Unido só foi relançada em formato LP uma única vez, na reedição europeia de 2008.

## Recepção da crítica
| Críticas profissionais        | Críticas profissionais |
| Avaliações da crítica         | Avaliações da crítica  |
| Fonte                         | Avaliação              |
| ----------------------------- | ---------------------- |
| AllMusic                      | [ 12 ]                 |
| Encyclopedia of Popular Music | [ 13 ]                 |
| NME                           | 7/10                   |
| Rolling Stone                 | favorable              |

Recebeu críticas positivas dos críticos musicais. Bruce Eder, do site AllMusic, deu quatro de cinco estrelas e escreveu que ele marca a evolução na sonoridade do grupo, uma vez que [os artistas] "absorveram e assimilaram algumas das influências ao seu redor, particularmente o som descontraído da Califórnia de Fleetwood Mac (...) bem como alguns dos atributos do rock progressivo "mas" sem comprometer suas virtudes essenciais como conjunto pop ".
John Rockwell, da revista Rolling Stone, fez uma crítica favorável e escreveu que ele representa um afastamento interessante de fórmulas musicais dos discos anteriores, como "letras inocentemente superficiais, música Europop animada, energia e amplificação do rock, melodias crescentes" para um repertório mais maduro e inteligente.
NME escreveu uma breve crítica ao álbum quando ele completou 30 anos, e escreveu que após três décadas do lançamento, o disco: "ainda soa agradavelmente nostálgico" e tem "alguns deliciosos nuggets pop de sua incubadeira sueca".

## Desempenho comercial
Alcançou o primeiro lugar em muitos territórios. No Reino Unido, estreou no topo e permaneceu lá por sete semanas, terminando como o terceiro mais vendido do ano (atrás das trilhas sonoras dos filme Saturday Night Fever e Grease). Nos Estados Unidos, tornou-se o maior sucesso do grupo, após uma grande campanha promocional no país.
Devido à Guerra Fria, a música ocidental foi ativamente desencorajada em toda a Europa Oriental na época. Apesar disso, The Album esgotou toda a alocação de moeda estrangeira do país. Na Rússia, apenas 200.000 cópias tiveram permissão para serem impressas; o que fez com que os discos fossem disputadíssimos entre os fãs. As vendas estão entre as melhores do grupo, a saber: 1,3 milhões nos Estados Unidos, 550 mil cópias no Reino Unido, 753,420 na Suécia, 300 mil no Japão, 200,840 na Noruega, 225 mil cópias na Dinamarca, e 100 mil cópias na Checoslováquia.

## Lista de faixas
Todas as faixas escritas e compostas por Benny Andersson and Björn Ulvaeus, exceto onde notado.. 
| N.º            | Título                                                | Duração |  |
| 1.             | "Eagle"                                               | 5:51    |  |
| 2.             | "Take a Chance on Me"                                 | 4:05    |  |
| 3.             | "One Man, One Woman"                                  | 4:25    |  |
| 4.             | "The Name of the Game" (Andersson, Anderson, Ulvaeus) | 4:54    |  |
| 5.             | "Move On" (Andersson, Anderson, Ulvaeus)              | 4:42    |  |
| 6.             | "Hole in Your Soul"                                   | 3:41    |  |
| 7.             | "Thank You for the Music"                             | 3:48    |  |
| 8.             | "I Wonder (Departure)" (Andersson, Anderson, Ulvaeus) | 4:33    |  |
| 9.             | "I'm a Marionette"                                    | 3:54    |  |
| Duração total: | Duração total:                                        | 39:53   |  |

## Tabelas
| Tabela musical (1977–78)              | Melhor posição |
| ------------------------------------- | -------------- |
| Australian Albums (Kent Music Report) | 4              |
| Áustria (Ö3 Austria Top 40)           | 2              |
| Canadian Albums (RPM)                 | 8              |
| Países Baixos (Dutch Charts)          | 1              |
| Alemanha (Offizielle Deutsche Charts) | 2              |
| Italian Albums (Musica e dischi)      | 25             |
| Japanese Albums (Oricon)              | 9              |
| Nova Zelândia (RMNZ)                  | 1              |
| Noruega (VG-lista)                    | 1              |
| Suécia (Sverigetopplistan)            | 1              |
| Reino Unido (Official Albums Chart)   | 1              |
| Estados Unidos (Billboard 200)        | 14             |
| Tabela musical (2021)                 | Melhor posição |
| Greek Albums (IFPI Greece)            | 41             |
| Suécia (Sverigetopplistan)            | 29             |

| Tabela musical (1978)              | Melhor posição |
| ---------------------------------- | -------------- |
| Austrian Albums (Ö3 Austria)       | 2              |
| Canada Top Albums/CDs (RPM)        | 42             |
| Dutch Albums (Album Top 100)       | 4              |
| German Albums (Offizielle Top 100) | 5              |
| New Zealand Albums (RMNZ)          | 19             |
| UK Albums (OCC)                    | 3              |
| US Billboard 200                   | 22             |

## Certificações e vendas
| Região                                                                                                  | Certificação | Vendas    |
| --- | ------------ | --------- |
| Alemanha (BVMI)                                                                                         | Platina      | 750,000^  |
| Austrália (ARIA)                                                                                        | Platina      | 105,000   |
| Canadá (Music Canada)                                                                                   | 2× Platina   | 200,000^  |
| Dinamarca (IFPI Dinamarca)                                                                              | —            | 225,000   |
| Estados Unidos (RIAA)                                                                                   | Platina      | 1,300,000 |
| Finlândia (IFPI Finlândia)                                                                              | Platina      | 57,618    |
| França (SNEP)                                                                                           | —            | 150,000   |
| Hong Kong (IFPI Hong Kong Group)                                                                        | Ouro         | 10,000*   |
| Japão (RIAJ)                                                                                            | —            | 300,000   |
| Noruega (IFPI Noruega)                                                                                  | —            | 200,840   |
| Países Baixos (NVPI)                                                                                    | Platina      | 150,000^  |
| Reino Unido (BPI)                                                                                       | Platina      | 1,000,000 |
| Suécia (GLF)                                                                                            | —            | 753,420   |
| Tchecoslováquia                                                                                         | —            | 100,000   |
| *números de vendas baseados somente na certificação ^números de vendas baseados somente na certificação |              |           |